# 喜劇救濟
喜劇救濟（英語：Comic Relief）是一项英国慈善活动，由喜剧编剧李察·寇蒂斯和喜剧演员連尼·亨利建立于1985年，为帮助埃塞俄比亚的饥荒。
喜劇救濟的一个基础原则是，每一捐赠的英镑都会花在慈善项目上。操作的收费，比如员工工资，用赞助和捐助的利息支付。